# 夜鳴き弁天
『夜鳴き弁天』は、1992年10月6日から1993年3月16日までフジテレビで放送されたお笑い番組である。放送時間は毎週火曜 1:10 - 1:40（月曜深夜、JST）。

## 概要
『北野ファンクラブ』等の仕掛け人・高田文夫が司会を務めた深夜番組で、前番組『たまにはキンゴロー』とほぼ同じ出演者達が個々で自分のコーナーを企画構成していた。
主な出演者は、当時“関東高田組”と呼ばれていたメンバーの浅草キッド、立川ボーイズ（立川談春・立川志らく）、春風亭昇太、大川興業（男同志のコンタキンテ・江頭2:50など）らを起用した。彼ら若手芸人のみならずアナウンサーの福井謙二も前番組から引き続き出演していた。
初回収録はフジテレビスタジオにセットを組みライブを開催し、第1回と第2回に放送された。第3回以降は基本的に美術セットは組まず、白背景のフジテレビのスタジオで後述のコーナーが制作された。ロケで福井アナが新宿のバッティングセンターで実況しながらバッティングする企画なども行った。また高田と松村が『風まかせ 新・諸国漫遊記』で訪れた山形県で偶然「弁天寿司」という店を発見したため、急遽当番組も収録することにもなった。
番組内で「夜鳴き弁天」というワードは謎にされていて、テロップに「謎が謎を呼ぶ夜鳴き弁天とは…」と要所で表示していた。エンディングテーマが流れる直前に毎回「夜鳴き語録」と表して、高田が発言した言葉を振り返りで紹介。内容は「私は日に2回は行ってますよ」「なぎら健壱が集めてるらしい」など意味があるのかないのか分からないワードばかりであった。
オープニング曲は一世風靡セピア（後のフジテレビ深夜の『A女E女』でも使われていた）。エンディングテーマはKAZZ（川上和之）の「始発」。エンディング映像が立方体の部屋の中で全ての面に同じ映像が流れ、スタッフロール（第8回までは出演者も記載）がパースペクティブ効果でスター・ウォーズのスーパーの様な遠近感を感じる流れ方で表示していた。番組末期には『北野ファンクラブ』のエンディングテーマで使用された藤原久美の「純愛」が、オープニングジングルとして使われた。
当番組終了後は、ほぼ同じスタッフと片岡Kが加わり次番組『ピロピロ』が制作された。

## 主なコーナー
浅草キッドの芸能界 夜のそうなん(相談)室
芸能界のタブー的なテーマ（カツラ・薬物使用・色恋沙汰など）を、当時流行っていた「言わんのばかクイズ」形式でなんとなく暴露するコーナー。ちなみにタイトルに使われている「そうなん」とは「そうなの!?」という言葉を方言風にしたもの。
春風亭昇太のミニドラマ「愛は止まらない」
昇太が一人で何役も演じていた5分弱程度のコーナー。昇太はこの企画で収録回数を追う事に女装することが楽しくなっていたが、メイクや衣装の着替えに時間がかかるため他の出演者やスタッフからは顰蹙を買っていた。
新宿キッドのバウバウベスト10
当番組で結成した高田と松村のコンビ「新宿キッド」のコーナーで、松村が毎回マニアックなベスト10を発表する。高田は聞き役に徹し松村によくツッコんでいながらも、やたら記憶力が高い事とその無駄な知識量の多さに驚いていた回もあった。取り上げたテーマは「松村の愛した阪神歴代外人助っ人ベスト10」「松村が売れるとにらんだが大成しなかった子役やアイドルベスト10」「松村が売れる前にお世話になった芸人やタレントベスト10」など。
立川ボーイズのミニコント
談春が息子役、志らくが父親役（工事現場の親方風）になり、親子の日常にあり得そうな出来事から問題が起こるミニコントを披露。
江頭の一人企画
江頭に占いをさせたり、色々な芸能人に勝手なことを言って勝負を挑んだりしていた。この企画が後の『めちゃ²イケてるッ!』での一言物申すに発展したものと思われる。大川興業としてのコーナーもあったが、いつも放送出来ない内容ばかりのため、音声だけは放送時期にオリコンチャート1位になった曲で音楽処理されていた。
林家ペーの暦弁天
前番組の「日めくりカレンダー」と同様で、各界有名人の誕生日を非常に多数記憶している林家ペーの記憶力を試すコーナー。放送している月（当番組が開始した10月と翌月11月にこの企画はまだ無く、12月から3月まで）の一か月の中で一日ごとの誕生日の有名人をペーが答えていく。ペーが芸能人を思い出せない時は、正解の書いてある資料を見ている高田が松村や江頭を使って正解の有名人のモノマネをさせてヒントを出しその人物を当てさせた。
正月特別企画「人間書初め」
1993年1月に放送された企画で、初めは巨大書初めを福井アナが普通に行ったが、大きなインパクトが無かったためか松村と江頭をふんどし一丁の姿にして身体に墨汁をつけて、巨大な紙に体ごとなぞって文字を書かせた。最後には江頭がふんどしを脱ぎ捨てイチモツに墨汁をつけて書いたためスタジオ内がパニックに。15秒程静止画像になり「しばらくお待ちください」というテロップ処理がなされた。音声は普通に再生されていたので出演者達からは「本当の筆おろししたぞ」と爆笑しながらツッコまれていた。

## 出演者
- 高田文夫（新宿キッド）
- 福井謙二（当時フジテレビアナウンサー）
- 松村邦洋（新宿キッド）
- 浅草キッド
- 梅垣義明 ※初回ライブのみ
- 大川興業 ※江頭2:50はこの番組からピンで出演の企画が増えた。
- 春風亭昇太
- 立川ボーイズ ※初回ライブのみ欠席。エンドロールには丸囲み文字で (休) が被さっていた。
- さまぁ〜ず（当時：バカルディー）※初回ライブのみ
- 林家ペー（準レギュラー）

## スタッフ
- 企画●鈴木哲夫（フジテレビ）
- 構成●高田文夫 ／ 松岡昇（高田文夫事務所）、松田健次（高田文夫事務所）、ベン村さ来 ／ 小山薫堂（初回のみ）
- 技術●吉田勝美
- ＳＷ●中川清幸
- カメラ●加瀬俊弘、冨田武司、猿谷智、竹内弘佳[1] ／ 谷下辰郎（東通・山形ロケ撮影）
- 照明●今戸利彦（FLT）
- 音声●猪狩敏
- ＶＥ●小島勇二（第2回まで）→ 杉崎敏一
- 音効●有馬克己（東京サウンド企画）
- ＥＥＤ●井戸清（VISUALBAY）
- ＭＡ●大江善保（ビームテレビセンター）
- ＴＫ●今泉暢子（MEN'S）
- ＡＤ●白井佐智子（MEN'S）
- デザイン●金子隆
- 美術制作●山田茂夫
- 美術進行●菊地正人
- アクリル装飾●橋本順
- 装飾●鈴木春美
- 大道具●石川昇（ちとせ舞台）
- メイク●梅沢文子（山田かつら）
- 衣裳●野本佳子
- スタイリスト●高尾万寿子（松村担当）
- 衣裳協力●BIG-ONE、プルテル インターナショナル、好雅KOHGA
- 技術協力●八峯テレビ、VISUALBAY（ヴィジュアルベイ）、ビームテレビセンター、東京サウンド企画（現 スカイウォーカー）
- 美術協力●フジアール
- 企画協力●高田文夫事務所
- 広報●高橋正秀（フジテレビ）
- 制作デスク●鈴木千夏
- プロデューサー●古賀憲一（日本テレワーク）
- ディレクター●森本正直（MEN'S）
- 演出●つきざわけんじ（MEN'S）
- 制作協力●日本テレワーク、MEN'S
- 制作●フジテレビ

## ネット局
- フジテレビ（制作局）：火曜（月曜深夜）1:10 - 1:40
- 北海道文化放送：木曜（水曜深夜）0:40 - 1:10[2]
- 岩手めんこいテレビ：日曜（土曜深夜）1:30 - 2:00[3]
- 山形テレビ：木曜（水曜深夜）0:30 - 1:00
4月1日未明（3月31日深夜）に、実質的な当日最終番組、かつフジテレビ系最終番組として放送して終了[4]。その後フジテレビ系列を脱退しテレビ朝日系列に移行した。
- 仙台放送：水曜（火曜深夜）0:40 - 1:10[5]
- 新潟総合テレビ：水曜（火曜深夜）0:30 - 1:00[6]
- 石川テレビ：火曜（月曜深夜）0:35 - 1:05[7]
- 岡山放送：水曜（火曜深夜）0:30 - 1:00[8]
- テレビ新広島：水曜（火曜深夜）0:50 - 1:20[9]
- テレビ西日本：火曜（月曜深夜）1:55 - 2:25[10]

## 関連書籍
厳密には、番組と連動したお笑いムック本という位置付けになっている。2冊ともに高田文夫の責任編集。
キンゴロー（ワニブックス）
ブレイク前のキャイ〜ンやホンジャマカらの詳細なコント・漫才のシナリオなどが掲載されている。その中でウド鈴木の天然ボケについて触れていたりと、番組本であるとともにお笑い考察本としての側面も持つ。
続キンゴロー（ワニブックス）
「現代笑芸十八番」として浅草キッド、キリングセンス、男同志らの詳細なコント・漫才のシナリオなどが掲載されている。また、巻末にはお笑い芸人104組のプロフィールが掲載されている。